# Le Mariage mystique de sainte Catherine d'Alexandrie (Cairo)
Le Mariage mystique de sainte Catherine d'Alexandrie de Francesco Cairo (1607-1665) est un tableau réalisé par le peintre milanais au début des années 1640, représentant le célèbre épisode de l'union entre  sainte Catherine d'Alexandrie de la tradition chrétienne et le Christ enfant, en présence de la Vierge Marie et de saint Joseph – contrairement à la tradition qui lui préférait la présence de saint Sébastien. Aujourd'hui l'œuvre appartient aux collections italiennes du Musée des Augustins de Toulouse.

## Histoire
Bien que les documents d'archives soient majoritairement silencieux à propos du contexte de création du tableau, il faut identifier ce dernier avec la toile au sujet analogue décrit par Luigi Scaramuccia en 1674 et placée à l'époque sur le maître-autel de l'église  Santa Caterina di Brera (disparue) à Milan, sous l'office ecclésiastique des Umiliate. À la suite de la suppression de l'église Sainte-Catherine en 1782, le tableau a été transféré à Vienne. Admiré par Dominique Vivant Denon en 1809 auprès de la Galerie Impériale du Belvédère de Vienne, il a été déplacé aux musée des Augustins de Toulouse en 1812, dans le contexte des saisies napoléoniennes.
À la suite de l'acquisition du tableau et de son intégration dans les collections publiques françaises, l'attribution à la main de Cairo a été mise en discussion, notamment depuis la notice du catalogue de 1818. Depuis ce moment, Camillo Procaccini a été longtemps considéré l'auteur de la toile, jusqu'à l’intervention de l'historienne de l'art et conservatrice Mina Gregori en 1956, qui a réattribué l'œuvre à Francesco Cairo.
En 1983, Giulio Bora, ancien professeur à l'Université des Études de Milan, a permis d'établir une relation de filiation du tableau à partir d'un dessin préparatoire conservé à la Galerie des Offices (n. catalogue: 9146 S), le seul identifié comme étant partie du corpus de Cairo.

## Description et style
« La Vierge notre Dame, gardant l'Enfant Jesus sur ses jenoux ; lequel [enfant], avec l'Anneau du Ciel, épouse d'un acte gracieux sa Catherine bien-aimée, également avec l'assistence du vieillot Joseph ; le tout dans un village représenté avec une fermeté héroïque. »

— Scaramuccia, 1674.
Au-delà des personnages mentionnés par Luigi Scaramuccia en 1674 dans la première description connue de l'œuvre, la représentation est également enrichie de la présence d'un prélat accompagné d'un ange enfant sur la droite. Les attributs caractéristiques permettent l'identification de l'homme avec un évêque honoré de la pourpre cardinalice, comme le chapeau rouge tenu dans les mains par l'angelot le démontre. Dans le sillon des propositions d'attribution de Giovanni Testori et Francesco Frangi, il est possible d'identifier le personnage en question avec Federico Borromeo, compte tenu de l'iconographie traditionnelle du cardinal milanais diffusée à partir du portrait post mortem réalisé par Giovanni Stefano Danedi.
Le tableau est un chef-d'œuvre de la peinture lombarde du XVIIe siècle ; il est paradigmatique d'une culture visuelle d'une étonnante complexité, en tant que l'un des exemplaires les plus significatifs de la peinture contreréformiste.
Pièce maitresse du patrimoine ecclésiastique milanais », cette œuvre, bien connue des peintres locaux anciens, constitue « un jalon essentiel de la carrière de Cairo ». Elle est suspendue entre les excès des premières années de sa peinture et la répétitivité de ses tableaux tardifs, dans une « phase délicate de transition » qui conduit vers le langage pleinement baroque de son séjour auprès des Savoie.
Le sujet est structuré autour d'une Conversation sacrée au registre hiératique et grave, écartant les éléments et les personnages non essentiels à la représentation du mystère. Si saint Joseph est figuré selon un modèle tiré du Repos pendant la fuite en Égypte du Corrège (Musée des Offices), la sainte Catherine est un emprunt évident à la Madeleine du ''Giorno'' (it) du même maitre : le tableau s’inscrit sans aucun doute dans le sillon corrégien visant à revitaliser « cette morbidezza, cette douceur inoubliable du peintre parmesan », à la lumière de l’attention au détail de Pierre de Cortone et de l’habileté de Cairo en tant que coloriste. En outre, la critique s'est attardée particulièrement sur la virtuosité de l'exécution de la robe de sainte Catherine.
Les réminiscences corrégiennes et le caractère romain du paysage ont favorisé une datation stylistique à la période autour de 1641, après le séjour à Rome de Francesco Cairo. À cette époque, les suggestions vandyckiennes et génoises sur la production de Cairo s'avèrent également considérables – notamment dans sa touche dense et imprégnée de lumière.